# Ishkhan Saghatelyan
Ishkhan Saghatelyan (in armeno Իշխան Վաչիկի Սաղաթելյան; Geghamavan, 6 maggio 1982) è un politico armeno.

## Biografia
Ishkhan Saghatelyan è nato il 6 maggio 1982 nel villaggio di Geghamavan nell'allora regione di Sevan della Repubblica Democratica d'Armenia (ora provincia di Geġark’ownik’ in Armenia). Nel 1999 si è diplomato presso la Scuola N. 145 di Erevan, e nel 2003 si è laureato presso la facoltà di Relazioni Internazionali dell'Università Statale di Erevan, dove ha anche conseguito il master nel 2005. Nel 2008 ha discusso la sua tesi di dottorato presso l'Istituto di Storia dell'Accademia Nazionale Armena delle Scienze e ha conseguito il titolo di Dottore in Scienze Storiche.
Saghatelyan è membro della Federazione Rivoluzionaria Armena dal 1999. Dal 2002 al 2006 è stato presidente dell'associazione studentesca "Nikol Aghbalyan". Dal 2006 al 2007 e dal 2016 è stato membro del Consiglio Supremo dell'Armenia della Federazione Rivoluzionaria Armena. Dal 2008 al 2009 ha lavorato presso l'Assemblea nazionale dell'Armenia come consigliere del vicepresidente dell'Assemblea nazionale e poi dal 2009 al 2012 come consigliere di un membro del parlamento. A partire da dicembre 2016 è stato consigliere del Ministro dell'Ambiente. Durante le elezioni parlamentari armene del 2018, era il candidato dell'Dashnaktsutyun per l'ottavo distretto elettorale della provincia di Geġark’ownik’. È stato nominato governatore della provincia di Geġark’ownik’ il 1º giugno 2018 e destituito il 3 ottobre 2018.
In seguito alla sconfitta della parte armena nella Guerra del Nagorno Karabakh del 2020, Saghatelyan è diventato uno dei principali leader delle proteste armene del 2020-2021 e il coordinatore principale del Movimento per la salvezza della patria, la coalizione di partiti di opposizione che chiedono l'intervento del primo ministro Nikol Pashinyan. dimissioni e proponendo Vazgen Manukyan come primo ministro ad interim. È stato arrestato il 12 novembre 2020 per aver organizzato proteste in violazione della legge marziale in vigore all'epoca ed è stato rilasciato il giorno dopo.
Sebbene il "Movimento per la salvezza della patria" si fosse opposto alla partecipazione alle elezioni tenute sotto il Primo Ministro Pashinyan, il 6 maggio 2020, Saghatelyan ha annunciato che l'Federazione Rivoluzionaria Armena avrebbe formato un'alleanza elettorale con il partito Armenia Risorta appena creato e il secondo presidente dell'Armenia Robert Kocharyan, con l'intenzione di partecipare alle elezioni parlamentari anticipate del giugno 2021. Saghatelyan si candidò al secondo posto nella lista elettorale dell'Alleanza Armenia.

## Vicepresidente dell'Assemblea Nazionale Armena
Il 6 agosto 2021 alla terza votazione è stato eletto quale rappresentante dell'opposizione parlamentare alla carica di vicepresidente del parlamento.